# William Edmund Ironside
William Edmund Ironside, 1st Baron Ironside (Edinburgh, 6 mei 1880 – Londen, 22 september 1959) was een Britse legerofficier die als chief of the Imperial General Staff diende aan het begin van de Tweede Wereldoorlog.

## Eerste jaren
Ironside studeerde aan de St Andrews en de Tonbridge School in Kent. In januari 1898 werd hij toegelaten aan de Royal Military Academy in Woolwich. Na zijn opleiding daar werd hij toegevoegd aan de Royal Artillery. Hij werd dat jaar naar Zuid-Afrika gezonden. Hij vocht daar tijdens de Tweede Boerenoorlog en raakte drie keer gewond. In februari 1901 promoveerde hij tot luitenant. Hij ging in 1904 inlichtingenwerk doen in de Duitse kolonie Zuidwest-Afrika, na een studie Afrikaans.
Hij werd in 1906 voor een paar maanden gestationeerd in India en in 1908 promoveerde hij tot kapitein. Dit werd gevolgd door een nieuwe stationering in Zuid-Afrika waar hij diende als stafofficier en brigademajoor. Hij keerde in 1912 terug naar Groot-Brittannië om aan de Staff College in Camberley te worden toegevoegd.

## Eerste Wereldoorlog
In augustus 1914, tijdens de Eerste Wereldoorlog, kreeg Ironside een stafpositie in Boulogne-sur-Mer en Saint-Nazaire. Hij werd bevorderd tot majoor en in oktober 1914 toegevoegd aan de 6e Divisie. Hij werd in november 1914 benoemd tot General Staff Officer (GSO), Grade 3 en promoveerde in februari 1916 tot Grade 2.
Ironside promoveerde in maart 1916 tot tijdelijke luitenant-kolonel en werd Grade 1 GSO. Door zijn promotie werd hij overgeheveld naar de Canadese 4e Divisie en vocht met hen bij Vimy Ridge en tijdens de Derde Slag om Ieper. Hij diende in 1918 korte tijd als commandant van de Small Arms School voordat hij benoemd werd tot bevelhebber van de 99th Infanteriebrigade en promoveerde in maart 1918 tot tijdelijk brigadegeneraal.

## Rusland en Perzië
In september 1918 werd Ironside toegevoegd aan het geallieerde expeditieleger die tegen de bolsjewieken in Rusland vocht en kreeg in november 1918 het bevel over de troepenmacht. In november 1919 gaf hij het commando over aan Henry Rawlinson, die de terugkeer verzorgde van de troepenmacht naar Groot-Brittannië. Ironside werd voor de verdiensten in Rusland benoemd tot Ridder Commandeur in de Orde van het Bad en bevorderd tot generaal-majoor.
Aan het begin van 1920 voerde hij de militaire missie aan die de terugtrekking van de Roemeense troepen uit Hongarije regelde en in de zomer van 1920 werd hij toegevoegd aan de bezettingsmacht in de Turkse stad İzmit en bereidde de terugtrekking voor. Aan het einde van augustus 1920 werd Ironside naar Perzië gezonden waar hij Reza Khan benoemde tot bevelhebber van de Kozakkenbrigade.
Na zijn tijd in Perzië nam Ironside deel aan de Conferentie van Caïro, waar Winston Churchill hem opdroeg het bevel over te nemen over de nieuw gevormde Britse troepenmacht in Irak, maar keerde in april terug naar Perzië. Het vliegtuig waarin hij zat stortte neer en hij zat invalide thuis na maanden in het ziekenhuis te hebben gelegen.

## Interbellum
Na hersteld te zijn van zijn verwondingen keerde Ironside terug in actieve dienst en werd in mei 1922 benoemd tot commandant van de Staff College in Camberley en leidde het College voor vier jaar. Daarna werd hij benoemd tot bevelhebber van de 2e Divisie, een post die hij met weinig interesse twee jaar behield. Hij was gefrustreerd een infanterie-eenheid te moeten trainen zonder modern materieel en werd daarop in 1928 naar het district Meerut in het Indiase deelgebied United Provinces (Verenigde Provinciën), de huidige deelstaat Uttar Pradesh, gezonden. Hij hield van het leven in India, maar vond de militaire situatie daar maar niets, het materieel was verouderd, net als de regimentsofficieren en de strategische plannen. In maart 1931 promoveerde hij tot luitenant-generaal, vertrok naar Groot-Brittannië en werd daar constable of the Tower of London. Ironside was opgelucht toen hij in 1933 werd benoemd tot quartermaster-general in India en reisde in deze functie het hele land af om de regimenten te zien.

## Voorbereidingen op de oorlog
Hij keerde in 1936 terug naar Groot-Brittannië en werd bevorderd tot generaal en ging het bevel voeren over de Eastern Command. Hier realiseerde hij dat een Europese oorlog zou uitbreken in een vroeger stadium dan gedacht, en dat het leger in een lastige situatie zat om het land te verdedigen. Hij wist echter dat hij weinig kon doen, de beslissingen werden gemaakt in Whitehall. 
Het leek erop dat hij in 1937 benoemd zou worden tot chief of the Imperial General Staff, maar werd ongeschikt geacht voor de post, die ging naar Lord Gort. Hij werd in oktober 1937 benoemd tot adjudant bij koning George VI maar het was een ceremoniële post en in 1938 accepteerde hij de post van gouverneur van Gibraltar.
Hij nam het gouverneurschap in november 1938 over en begon de kolonie voor te bereiden op de oorlog. Onder zijn ambtstermijn werden de verdedigingen versterkt en het garnizoen voorbereid op een lange belegering.
In december 1938 wilde de minister van Oorlog Leslie Hore-Belisha Ironside benoemen tot Inspecteur-generaal van de Overzeese Troepen. Deze positie gaf Ironside de algehele verantwoordelijkheid om de troepen buiten Groot-Brittannië voor te bereiden, maar velen bij de War Office waren bezorgd dat hij het als een voorbode zag voor het commando over het Expeditieleger bij het uitbreken van de oorlog. Na overleg bood Hore-Belisha in mei 1939 de positie aan aan Ironside. Ironside raakte dikwijls in discussie met Lord Gort. Hij behield de post van Inspecteur-generaal enige maanden en bezocht in juli 1939 Polen om leden van de Poolse legertop te ontmoeten.

## Tweede Wereldoorlog
In september 1939 bij de uitbraak van de Tweede Wereldoorlog werd Ironside benoemd tot Chief of the Imperial General Staff waar hij Lord Gort verving, die bevelhebber werd van de British Expeditionary Force (BEF). In november 1939 werd Ironside benoemd in de Army Council.
In mei 1940 werd Ironside naar Frankrijk gezonden om samen met de BEF en de Fransen de Duitse opmars een halt toe te roepen. Ironside was niet goed opgeleid voor deze taak, hij had een afkeer van en wantrouwde de Fransen, die hij beschouwde als "volstrekt gewetenloos in alles”. Tijdens een overleg in Lens kwam hij in conflict met de Franse generaals Gaston-Henri Billotte en Georges-Maurice-Jean Blanchard die hij als defaitisten beschouwde. Hoewel Billotte de Britse, Franse en Belgische legeroperaties in België moest coördineren, nam Ironside de taak op zich en beval Gort en Blanchard een tegenaanval uit te voeren op de Duitsers bij Arras. Maar de Duitsers waren niet meer te stoppen.
Na terugkeer in Groot-Brittannië werd Ironside benoemd tot opperbevelhebber van de Home Forces, maar werd al in juli 1940 vervangen door generaal Alan Brooke.

## Pensioen
Anderhalve maand later na zijn aftreden als opperbevelhebber van de Home Forces werd Ironside eind augustus 1940 benoemd tot veldmaarschalk. Hij verkreeg op 1 januari 1941 een peerage,  Baron Ironside of Archangel and of Ironside in the County of Aberdeen en trok zich met zijn familie terug. Ironside werd nooit meer een militaire post verleend en hij werd door de legertop gewantrouwd. Hij bezocht Londen bijna nooit en sprak nooit in de House of Lords. Hij ging boeken schrijven. Op 22 september 1959 stierf Ironside op 79-jarige leeftijd in een ziekenhuis in Londen na een val in zijn eigen huis.

## Militaire loopbaan
- Second Lieutenant: 25 juni 1899[1]
- Lieutenant: 16 februari 1901[1]
- Captain:18 februari 1908[1]
- Major: 30 oktober 1914[1]
- Tijdelijk Lieutenant-Colonel: 3 maart 1916[2][3]
- Titulair Lieutenant-Colonel: 3 juni 1916
- Tijdelijk Colonel: 7 januari 1918[3]
- Tijdelijk Brigadier-General: 27 maart 1918[3]
- Tijdelijk Major-General: 17 november 1918[3]
- Titulair Colonel: 1 januari 1919[1]
- Colonel: 2 juni 1919[1]
- Major-General: 3 februari 1920[4]
- Lieutenant-General:[5]- 1 maart 1931[1]
- Quartermaster general: 4 oktober 1933[6]
- General: 25 maart 1936[7] (uitdiensttreding 19 juli 1940)[1]
- Field Marshal: 20 juli 1940[1]

## Onderscheidingen
- Baron op 4 februari 1941[8]
- Orde van Voorname Dienst op 23 juni 1915[9]
- Lid in de Orde van Sint-Michaël en Sint-George op 1 januari 1918[1]
- Ridder Commandeur in de Orde van het Bad op 1 augustus 1919[10]
  - Ridder Grootkruis in de Orde van het Bad op 9 juni 1938[11]
- Commandeur in de Orde van het Britse Rijk
- Ridder in de Orde van Sint-Jan op 20 juni 1939[12]
- Croix de guerre met Palm[1]
- Orde van Sint-Vladimir[1]
- Ridder in de Orde van Sint-Anna
- Sint-Georgekruis
- Virtuti Militari
- Orde van de Rijzende Zon, 3e klasse op 6 februari 1922[13][1]
- Officier in het Legioen van Eer[1]
- Grootofficier in het Legioen van Eer in 1946[1]
- Orde van de Leeuw en de Zon in 1921
- Koningins Zuid-Afrika Medaille[1]
  - Gesp Kaapkolonie[1]
  - Gesp Oranje Vrijstaat[1]
  - Gesp Transvaal[1]
- Konings Zuid-Afrika Medaille[1]
  - Gesp Zuid-Afrika 1901[1]
  - Gesp Zuid-Afrika 1902[1]
- 1914 Ster[1]
- Britse Oorlogsmedaille[1]
- Overwinningsmedaille (Verenigd Koninkrijk)[1]
- General Service Medal (1918)[1]
  - Gesp N.W. Perzië[1]
- Hij werd meerdere malen genoemd in de Dagorders. Dat gebeurde op:
  - 10 september 1901[1]
  - 4 december 1914[1]
  - 22 juni 1915[1]
  - 15 juni 1916[1]
  - 15 mei 1917[1]
  - 11 december 1917[1]
  - 20 december 1918[1]
  - 21 mei 1920[1]